# Royaume de Gowa
Pour les articles homonymes, voir Royaume et Gowa.
XIVe siècle – 1911

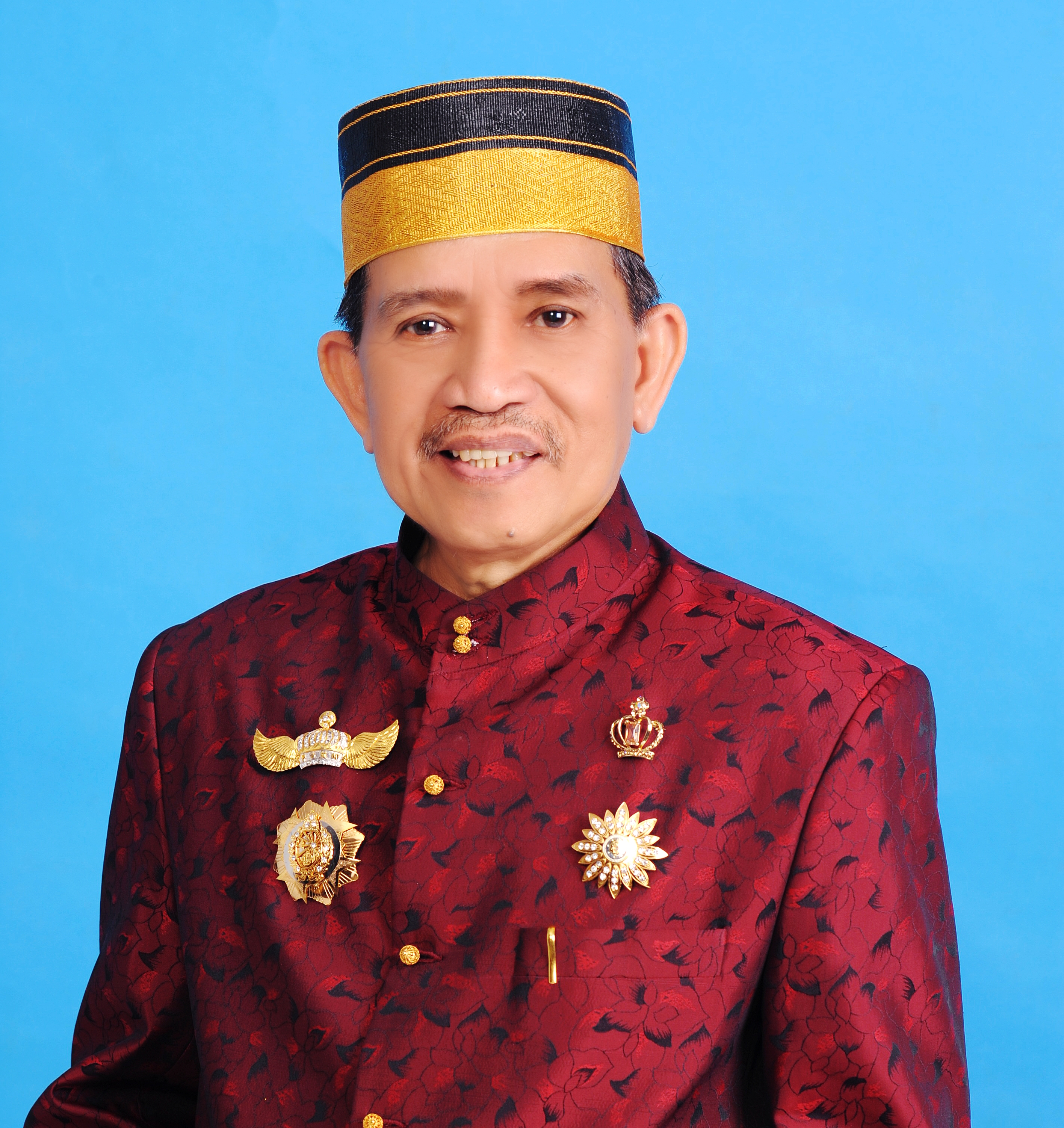
Andi Maddusila Andi Idjo, l'actuel roi de Gowa.

Gowa est un État princier d'Indonésie. Il fut le plus puissant des États de l'est de l'archipel. Sa capitale était située au sud de l'actuelle Makassar, capitale de la province de Sulawesi du Sud.
L'actuel et 37e roi de Gowa est Andi Maddusila Andi Idjo (né le 9 juillet 1950), qu'on appelle couramment Patta Nyonri. Il est l'aîné du 36e roi, Andi Idjo Daeng Mattawang Karaeng Lalolang Sultan Muhammad Abdul Kadir Aidudin, mort en 1978.

## Histoire

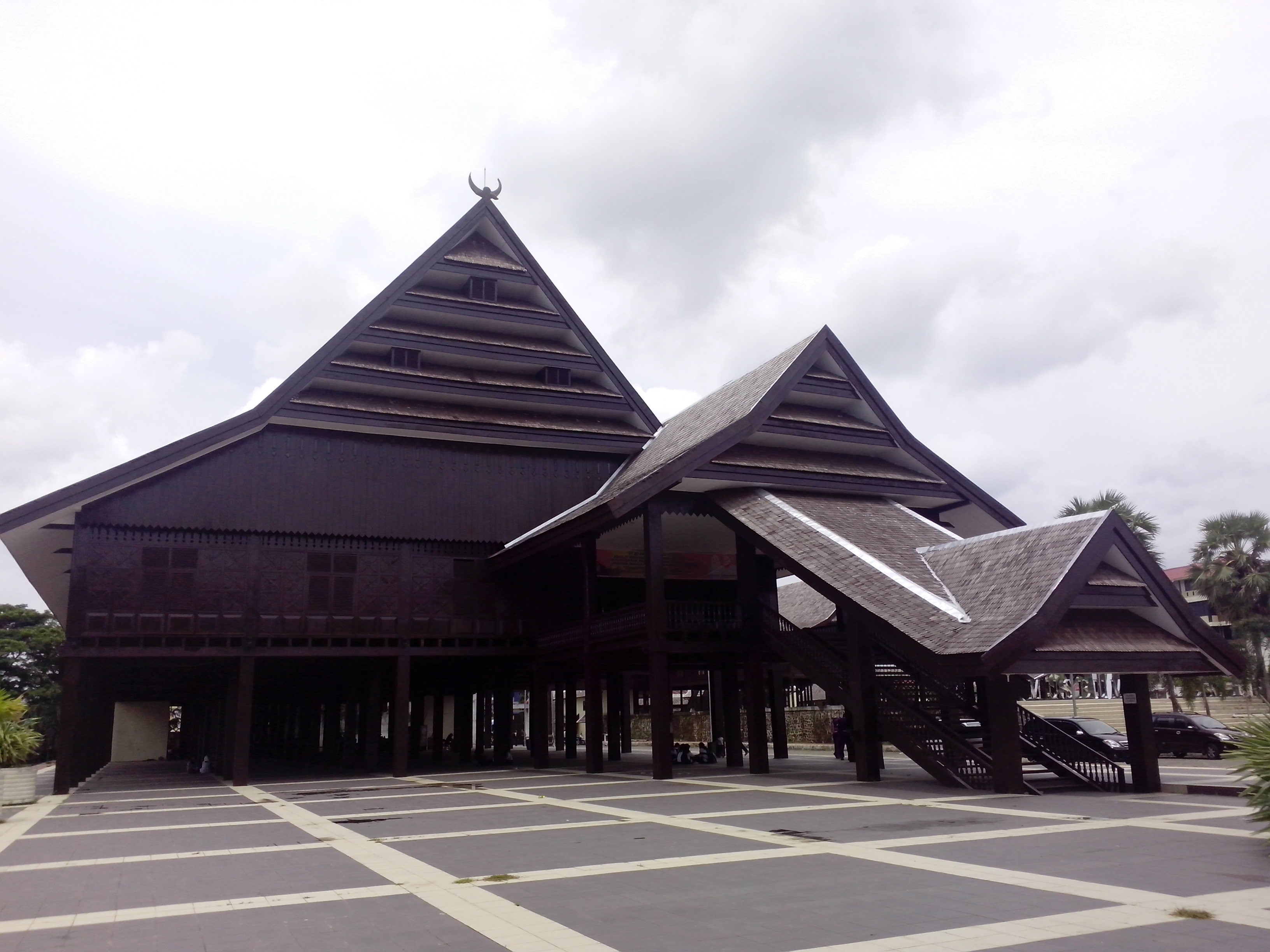
Le palais de Tamalate à Sungguminasa, que les habitants de la région appellent Balla' Lompoa, "la maison de la grandeur"

Le royaume aurait été fondé au début du XIVe siècle. Le premier souverain était la reine I Taru'ballanga Karaeng Bayo To' Manurunga (règne : 1320 – 1345). Elle fit construire son palais sur la colline de Takabasia, renommée Tamalate.
À la mort du sixième roi de Gowa, Tunatangka'lopi, son fils aîné Batara Gowa Tuminanga ri Paralakkenna lui succède. Son frère Karaeng Loe ri Sero devient souverain d'une partie de Gowa, qui devient le royaume de Tallo.  
Tamalate restera la capitale jusqu'au 8e souverain, I Pakere Tau Tunijallo Ri Pasukki (règne : 1460 – 1510). Le 9e roi, Daeng Matanre Karaeng Mangnguntungi, également connu sous le nom de Tumapa'risi Kallona (règne : 1510 – 1546), fit construire la forteresse de Somba Opu pour y installer son palais. 
Au XVIe siècle, le roi aurait partagé son royaume entre ses deux fils. La première carte que les Portugais aient faite de Célèbes, en 1533 ou 1534, ne mentionne pas le nom de Goa mais seulement celui de "Toloc", c'est-à-dire Tallo'. Une dizaine d'années plus tard, en 1544, un commerçant portugais de Malacca, Antonio de Paiva, mentionne le nom de "Goa". Le partage aurait donc eu lieu quelque part entre 1534 et 1544, créant le royaume de Gowa.
Les royaumes de Gowa et Tallo' possèdent une tradition de chroniques depuis la fin du XVe siècle. Selon elle, c'est le roi Matanré (1510-47) qui entreprend d'étendre le territoire de Gowa-Tallo' vers 1530 en conquérant des principautés voisines. 
Gowa contrôle notamment le commerce de l'or produit dans le nord de Célèbes, notamment à Gorontalo, que le royaume vend au sultan de Ternate.
Quand les Portugais arrivent dans la région vers 1540, Gowa est déjà une puissance commerciale. Ils tentent de christianiser le sud de Célèbes, sans succès.
Un des fils de Karaeng Bontolangkasa (règne : 1565 – 1590), qui a succédé à son frère Daeng Pirambuse (règne : 1590 – 1593), se convertit à l'islam en 1605 et prend le nom d'Alauddin (règne 1593-1639). Les principautés du pays bugis voisin, dont le royaume de Bone, refusent de le suivre. Des campagnes de Gowa entre 1608 et 1611 finissent par imposer l'islam dans l'ensemble des pays bugis et makassar. La VOC (Vereenigde Oostindische Compagnie ou Compagnie néerlandaise des Indes orientales) établit un poste à Gowa en 1609. Le sultan Alauddin, peu désireux d'accepter un monopole des Néerlandais, traite avec des marchands asiatiques et européens. Une lutte s'engage entre les deux puissances, interrompues par des traités en 1637, 1655 et 1660. Le sultan Hasanuddin envoie des ambassades à Mataram dans Java, sans résultat.
En 1660, le prince bugis Arung Palakka de Bone, devenu vassal de Gowa, se rebelle. La révolte est réprimée, mais les rebelles trouvent refuge auprès de la VOC à Batavia. En 1666, la VOC lance une flotte contre Gowa, avec à bord des troupes bugis et moluquoises. Le roi I Mallombassi Daeng Mattawang Karaeng Bonto Mangappe, plus connu sous le titre de Sultan Hasanuddin (règne 1653-1669), finit par se rendre en 1669. Bone et les autres principautés bugis s'affranchissent de la suzeraineté de Gowa. La VOC expulse les autres Européens de Gowa. La forteresse de Somba Opu est démolie. 
Aujourd'hui, Gowa est un kabupaten de la province de Sulawesi du Sud.

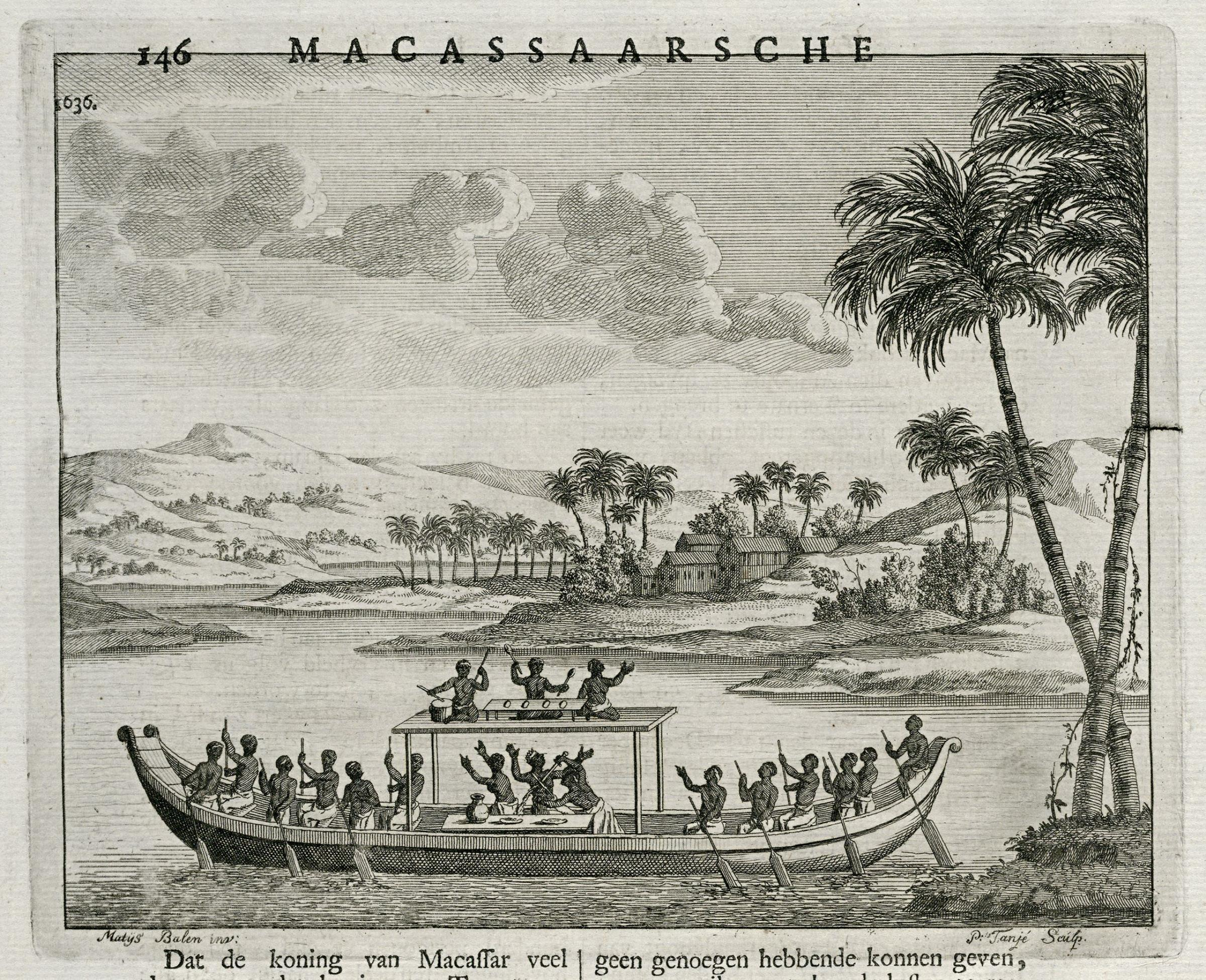
Gravure néerlandaise de 1724 décrivant le meurtre du "roi de Macassar".
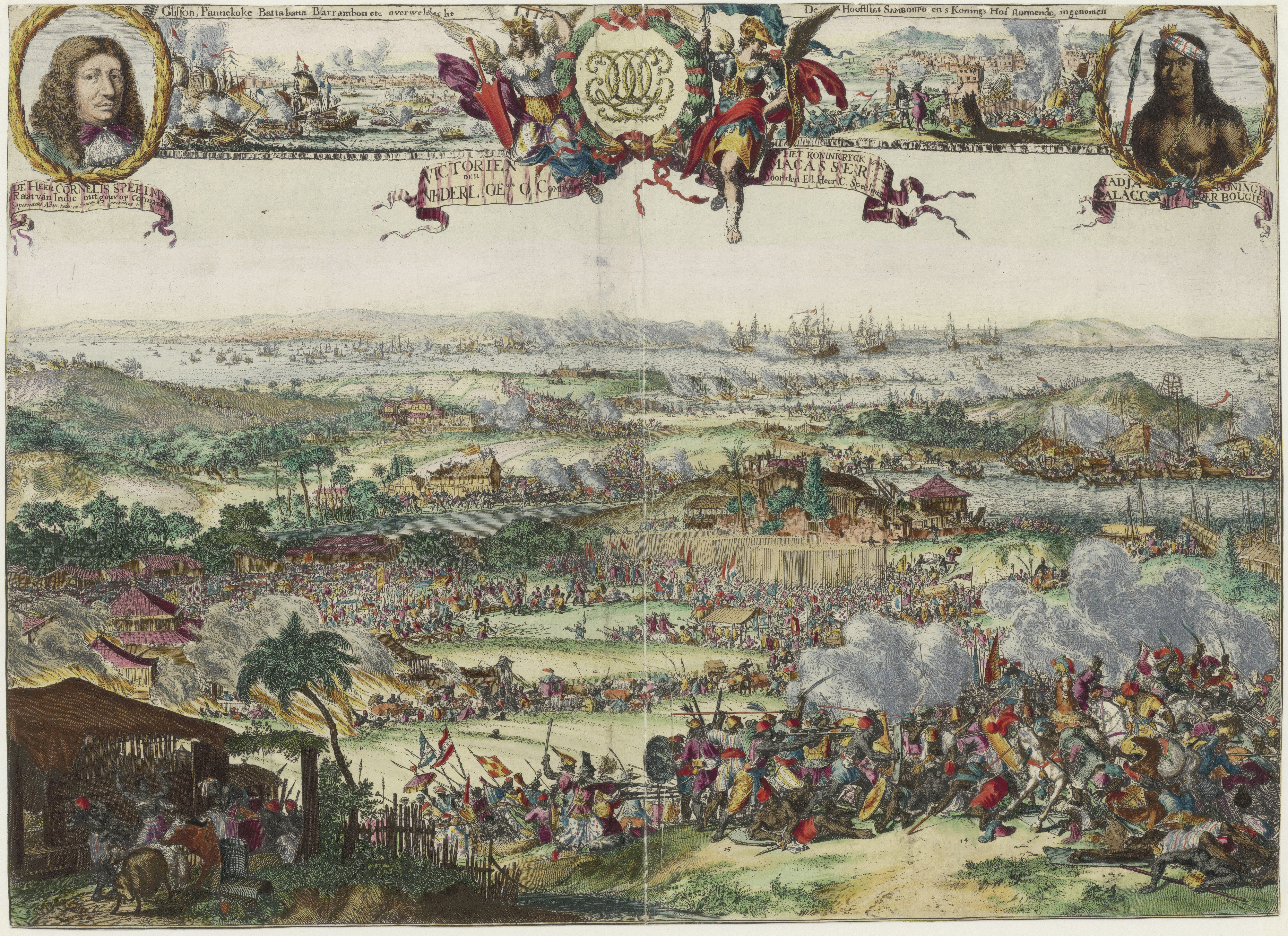
Gravure de Romeyn de Hooghe montrant la conquête de Makassar par la flotte de Cornelis Speelman et ses alliés bugis en 1669.
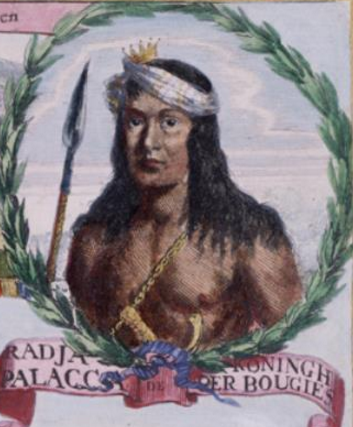
Portrait d'Arung Palakka, allié de la VOC dans la conquête de Gowa, par Romeyn de Hooghe (1669).
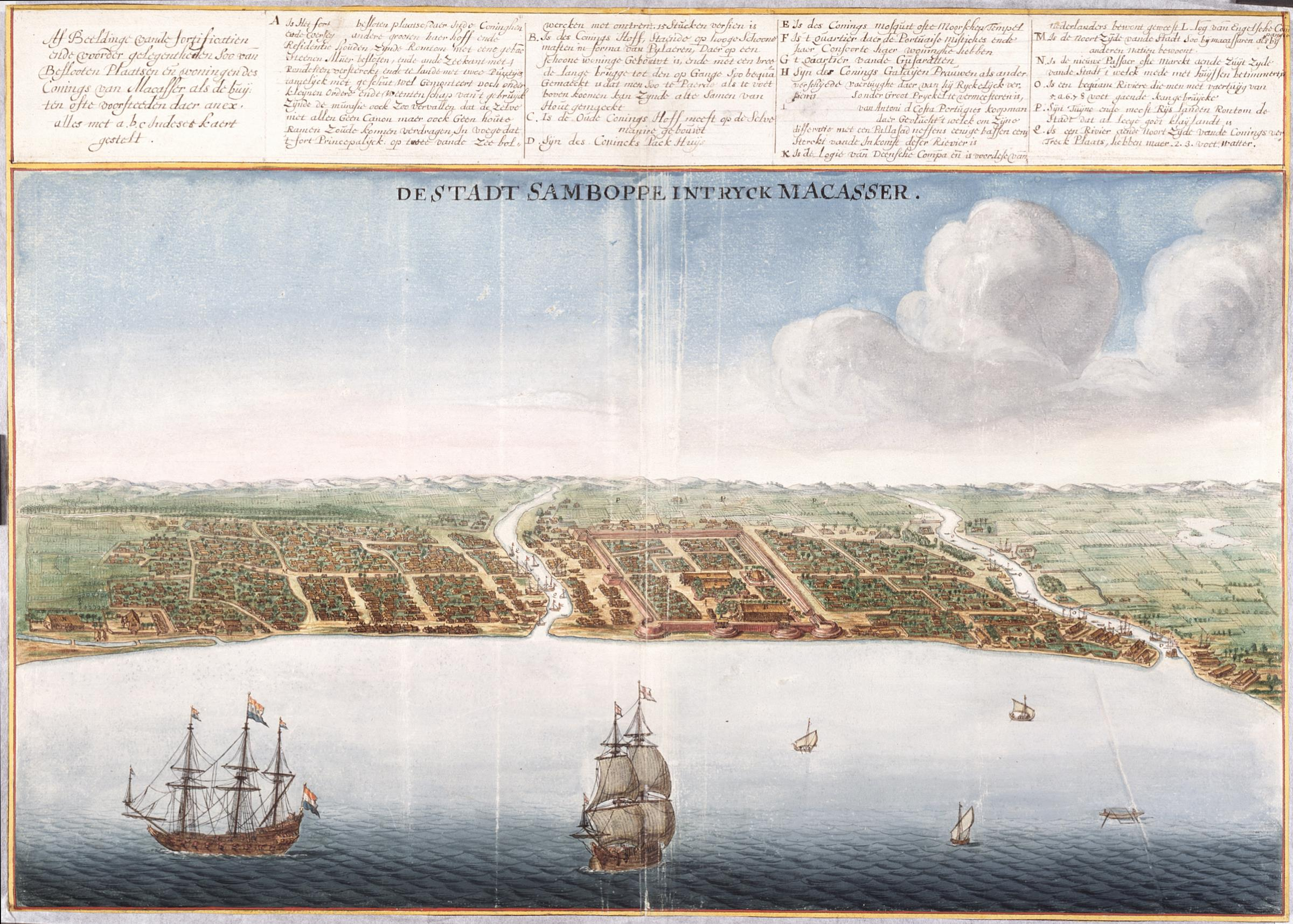
Gravure néerlandaise de 1665 montrant "de stad Samboppe", c'est-à-dire la forteresse de Somba Opu à Makassar.
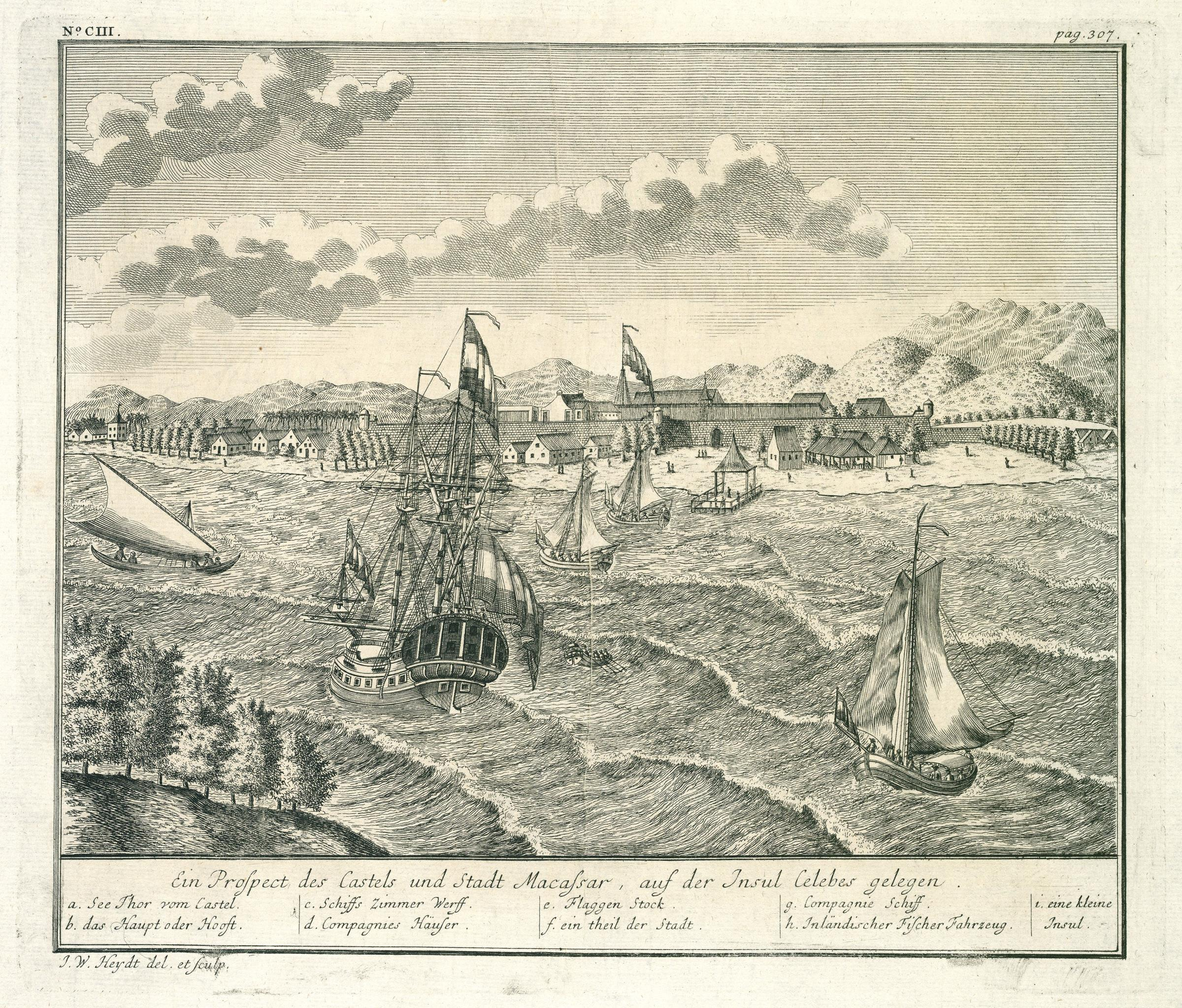
Gravure néerlandaise des alentours de 1740 montrant la ville de Makassar et le Fort Rotterdam.
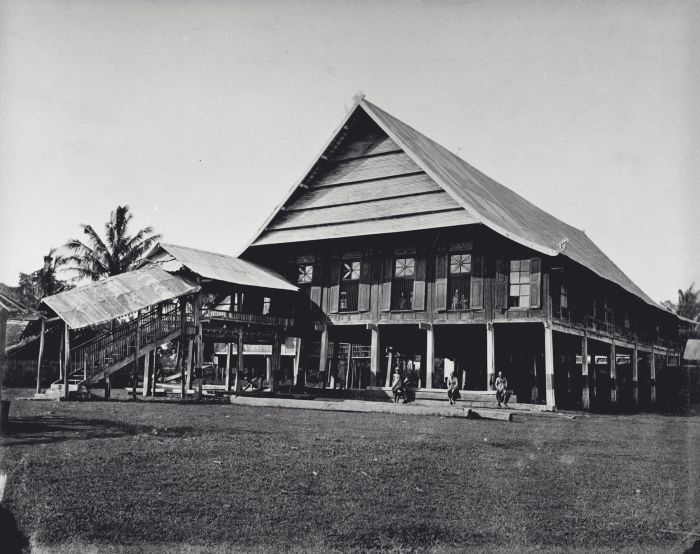
Le palais des princes de Gowa vers 1890.
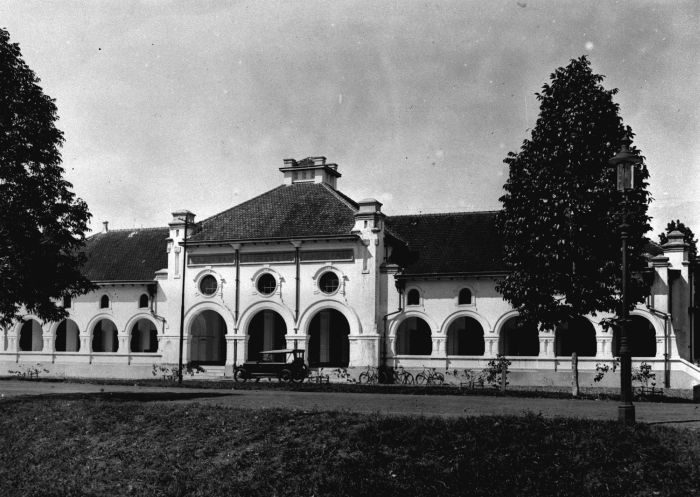
Le palais de justice de Makassar (1924).
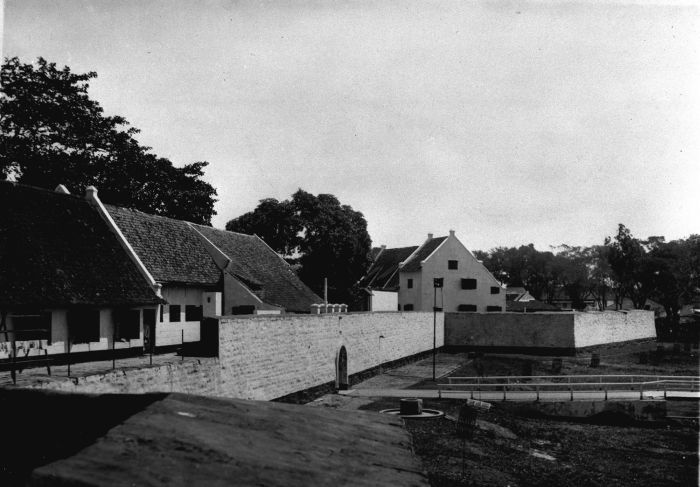
La porte Est du Fort Rotterdam (1924).
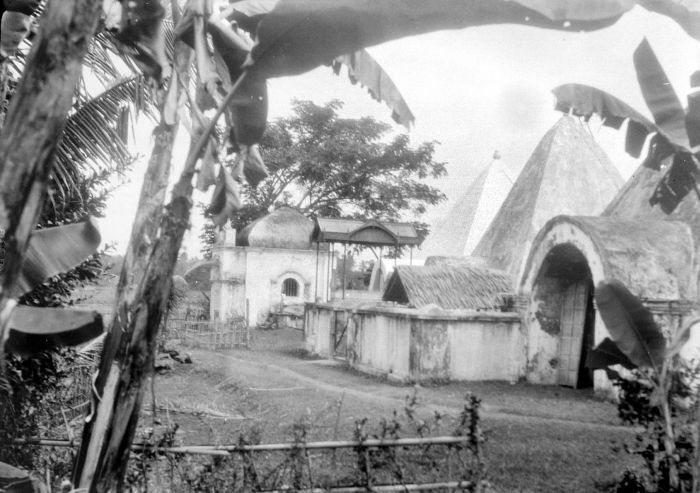
Le cimetière des rois de Gowa à Sungguminasa au sud de Makassar en 1929.
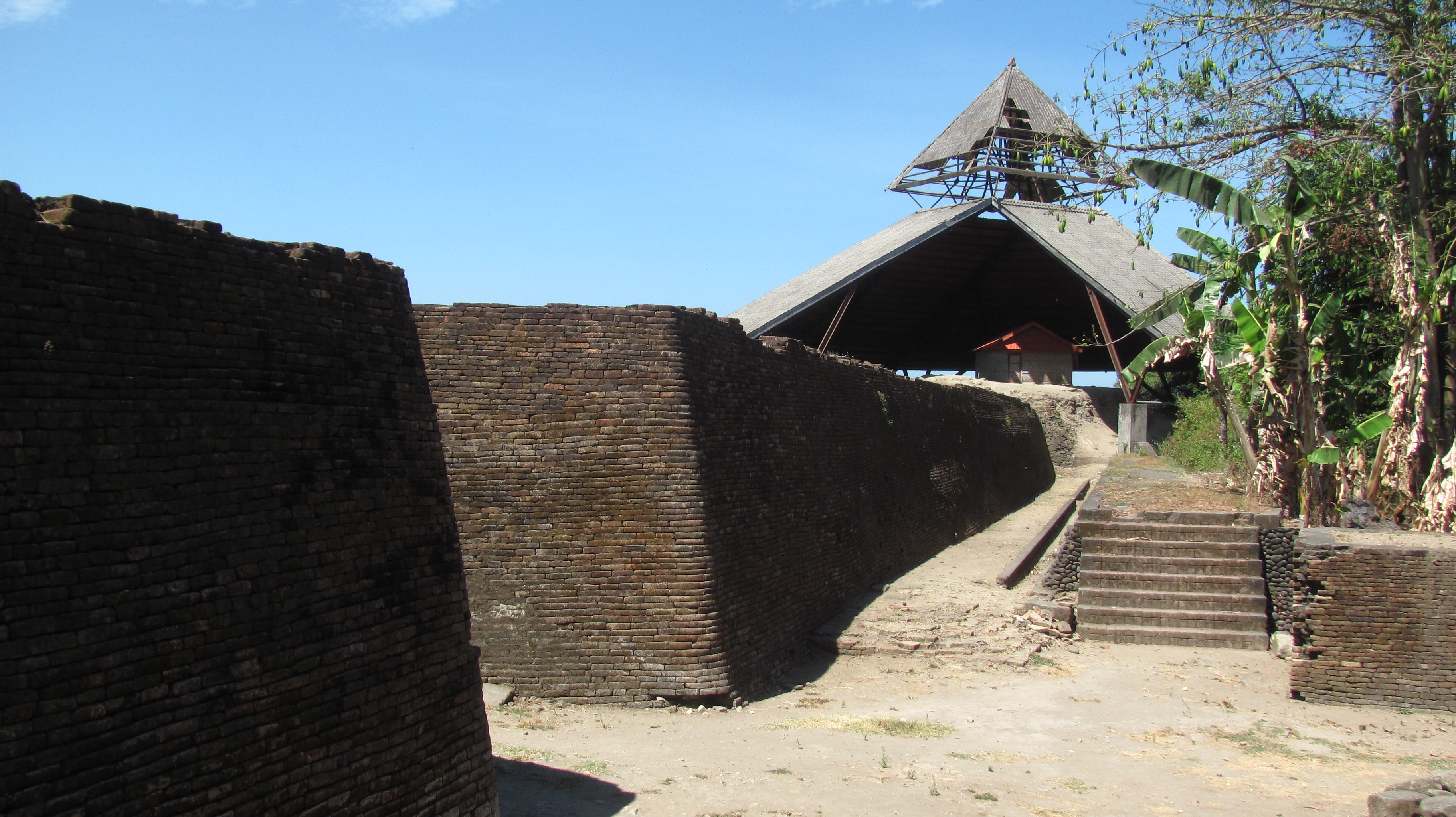
La forteresse de Somba Ompu aujourd'hui.

## Souverains de Gowa

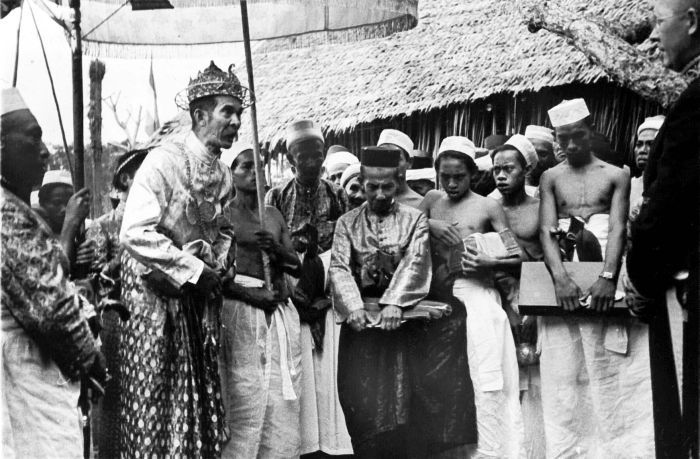
Le sultan Tahur Muhibuddin (règne 1936-1946) écoute le discours d'installation du gouverneur de Célèbes par intérim, M. Bosselaar (début des années 1930).

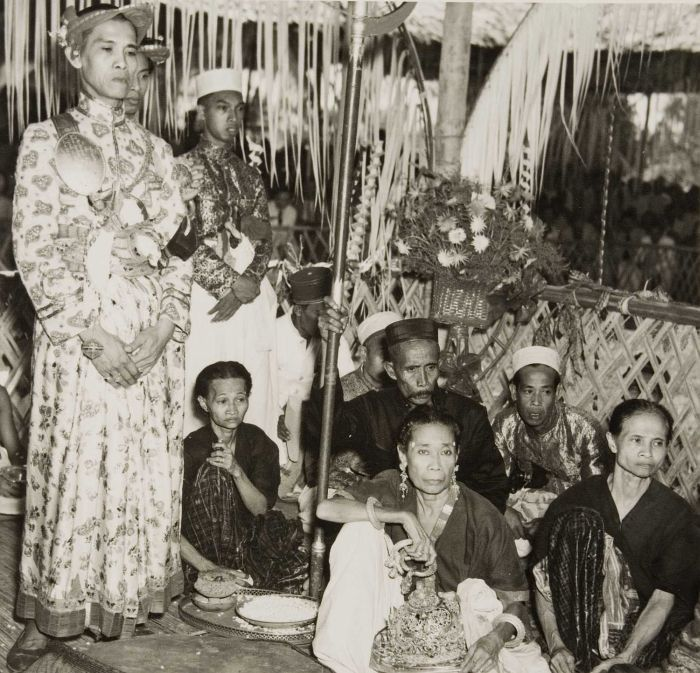
Le couronnement du roi Abdul Kadir Aiduddin en 1946.

### Légendaires (1reet2edynasties)
- Batara Guru Ier
- Batara Lettu
- Saweri Gading
- Letta Pareppa
- Simpuru Siyang
- Anekaji
- Punyangkuli
- La Malolo
- Ratu Sapu Marantayia, fondateur de la seconde dynastie de Gowa
- Karaeng Katangka Ier
- Karaeng Bate Salapang
- Karaeng Garassi
- Karaeng Katengang
- Karaeng Parigi
- Karaeng Siang
- Karaeng Sidangraye
- Karaeng Lebangen
- Karaeng Panaikan
- Karaeng Madulo
- Karaeng Jampaga

### Troisième dynastie
- Vers 1300 : reine I Taru'ballanga Karaeng Bayo To' Manurunga
- I Massalangga Barayang, fils de la précédente
- I Puwang LomoE Lembang, fils du précédent
- I Tuniyataban-ri, fils du précédent
- Karaeng Puwanga, fils du précédent
- 13XX-1405 : Tunitangkalopi, fils du précédent
- 1405-1425 : Batara Gowa Ier, fils du précédent
- 1425-1511 : I Pakere'tau Karaeng Tunijallo' ri Pasukki, fils du précédent
- 1511-1546 : Daeng Matanro Karaeng Mangutungi (en), fils de Batara Gowa Ier
- 1546-1565 : I Mariwagau' Daeng Bonto Karaeng Lakiung, fils du précédent
- 1565 : I-Tajibarani Daeng Marompa Karaeng Data, fils de Daeng Matanro Karaeng Mangutungi
- 1565-1590 : I Mangarai Daeng Mammeta Karaeng Bontolangkasa, fils du précédent
- 1590-1593 : I Tepukaraeng Daeng Pirambu, fils du précédent
- 1593-1639 : Alauddin, fils de I-Mangarai Daeng Mammeta Karaeng Bontolangkasa
- 1639-1653 : Muhammad Malik us-Said, fils de I-Tepukaraeng Daeng Pirambu
- 1653-1669 : I Mallombassi Daeng Mattawang Karaeng Bonto Mangappe ou Muhammad Bakar Hasanuddin Makassarnya, fils du précédent, plus simplement connu sous le nom de Sultan Hasanuddin
- 1669-1674 : Amir Hamzah ibnu Sultan Muhammad Bakar Hasanuddin, fils du précédent
- 1674-1677 : Muhammad Ali, fils de Muhammad Bakar Hasanuddin Makassarnya
- 1677-1695 : Fakhruddin Abdul Jalil, fils de Muhammad Bakar Hasanuddin Makassarnya
- 1695-1709 : ?
- 1709-1712 : Shahabuddin Ismail, fils du précédent (également prince de Bone)
- 1712-1739 : Sirajuddin, fils de Karaeng Parang-parang, fille de Muhammad 'Ali
- 1739-1742 : Abdul Khair al-Mansur Shah, fils de I-Tanitaja Siti Amira Maning Ratu, fille de Shahabuddin Ismail
- 1742-1753 : Abdul Kudus, frère du précédent
- 1753-1767 : Karaeng Batara Gowa II, fils du précédent
- 1767-1769 : Muhammad Imaduddin, frère du précédent
- 1769-1777 : Zainuddin, fils de Sirajuddin
- 1777-1781 : Sankilang (aventurier)
- 1781-1810 : Abdul Hadi, fils de Zainuddin
- 1810-1814 : Abdul Khalik ibni al-Marhum
- 1814-1825 : Abdul Rauf
- 1825 : Abdul Rahman
- 1825-1893 : Abdul Kadir Muhammad Aidid
- 1893-1895 : Muhammad Idris
- 1895-1906 : Hussain
- 1906-1936 : Gouverné par les Pays-Bas
- 1936-1946 : I Mangimangi Daeng Matutu Karaeng Bontonompo Sultan Muhammad Tahur Muhibuddin Tuminanga ri Sungguminasa
- 1946-1978 : Andi Idjo Daeng Mattawang Karaeng Lalolang Sultan Muhammad Abdul Kadir Aidudin.

## Source
- Pelras, Christian, Manusia Bugis, Jakarta, 2006